# 129148 Sheilahaggard
129148 Sheilahaggard è un asteroide della fascia principale. Scoperto nel 2005, presenta un'orbita caratterizzata da un semiasse maggiore pari a 2,7314729 au e da un'eccentricità di 0,0258538, inclinata di 4,49346° rispetto all'eclittica.
L'asteroide è dedicato all'ingegnere statunitense Sheila D. Gray Haggard.